# Lee Grant (Fußballspieler, 1983)
Lee Anderson Grant (* 27. Januar 1983 in Hemel Hempstead) ist ein ehemaliger englischer Fußballtorhüter.

## Karriere

### Derby County und Sheffield Wednesday
Lee Grant debütierte im Alter von 19 Jahren für den Zweitligisten Derby County, als er am 7. September 2002 bei einer 1:2-Heimniederlage gegen den FC Burnley in der 67. Minute für den verletzten Andy Oakes eingewechselt wurde. Der Nachwuchstorhüter bestritt bis zum Saisonende 2002/03 29 Ligaspiele für den Tabellenachtzehnten. Nach einer weiteren Spielzeit als Stammtorhüter verlor er zu Beginn der Saison 2004/05 seinen Platz im Tor an den aufstrebenden Lee Camp. Die anschließende Spielzeit verbrachte er auf Leihbasis beim Zweitligisten FC Burnley sowie dem Drittligisten Oldham Athletic. Nach nur sieben Ligaeinsätzen in der Football League Championship 2006/07 erhielt Grant beim Premier-League-Aufsteiger keinen neuen Vertrag.
Am 2. Juli 2007 unterschrieb Grant einen Dreijahresvertrag beim Zweitligisten Sheffield Wednesday und bestritt die folgenden drei Spielzeiten als Stammtorhüter. Nach zwei Platzierungen im Tabellenmittelfeld stieg er im dritten Jahr mit Sheffield als Drittletzter der Football League Championship 2009/10 in die dritte Liga ab.

### FC Burnley und Rückkehr zu Derby County
Nach dem Abstieg mit Sheffield wechselte Lee Grant am 27. Juli 2010 zum FC Burnley. Beim Zweitligisten blieb er zunächst nur Ersatz hinter der langjährigen Nummer eins Brian Jensen, bestritt bis zum Saisonende 2010/11 jedoch immerhin 25 Ligaspiele. In der Football League Championship 2011/12 verdrängte er den dänischen Torhüter endgültig und behauptete diese Position auch in der Saison 2012/13, die er mit Burnley wie im Vorjahr im Tabellenmittelfeld beendete.
Am 7. Mai 2013 kehrte Grant ablösefrei zu seinem ersten Profiverein Derby County zurück.